# 손굉
손굉(孫𩃙, ? ~ 265년 7월)은 중국 삼국 시대 동오의 황족으로, 자는 현(𧟨)이다. 휘와 자는 아버지 경제(景帝)가 피휘의 번거로움을 막기 위하여 직접 지어낸 글자이다.

## 생애
경제의 차남이다.
원흥(元興) 원년(264) 10월, 말제(末帝)에 의해 여남왕(汝南王)에 봉해졌다.
감로(甘露) 원년(265) 7월, 말제는 진왕(陳王) 손보(孫𠅨)를 죽였다. 이후 손굉 또한 형 손완(孫𩅦)과 함께 죽임을 당하였다.